# Lady for a Day
Lady for a Day (Brasil: Dama por Um Dia / Portugal: Milionária por Um Dia) é um filme estado-unidense de 1933 do gênero comédia dramática, dirigido por Frank Capra. O roteiro é de Robert Riskin, baseado na história de Damon Runyon Madame la Gimp.
Refimaldo em 1961 com o título de Pocketful of Miracles, dirigido pelo mesmo diretor, com Bette Davis e Glenn Ford como protagonistas.

## Sinopse
Annie das Maçãs (May Robson) é uma pobre anciã vendedora de maçãs das ruas de Nova Iorque, cujo melhor cliente é o gângster e jogador supersticioso "Dave the Dude" (Warren William), que acha que ela lhe dá sorte. Annie mandou sua filha pequena, Louise, para a Europa e desde então lhe envia ajuda em dinheiro. Nas cartas Annie conta à filha que possui um marido e é uma rica dama da sociedade. Quando a filha lhe avisa que chegará de navio com seu futuro marido Carlos e o sogro, um conde espanhol, Annie se desespera.
Dave então resolve ajudar Annie e consegue para ela uma suíte luxuosa no hotel, lhe empresta roupas finas e até lhe arruma um "marido", o trapaceiro e bem-falante "Juiz" Henry Blake. Mas quando tudo parece bem para a Annie, a polícia prende Dave e ameaça invadir o hotel em busca de colunistas sociais raptados por ele para que não entrevistassem o conde e descobrissem a farsa.

## Elenco
- Warren William ... Dave the Dude
- May Robson ... Annie das Maçãs
- Guy Kibbee ..." Juiz" Henry Blake
- Walter Connolly ... Conde
- Barry Norton ... Carlos Romero